# Pisagua
Pisagua è una frazione del comune cileno di Huara, appartenente alla provincia d'Iquique, nella regione amministrativa di Tarapacá, che è chiamata anche I Región (Regione I). Pisagua è un piccolo ed isolato porto che si affaccia sull'Oceano Pacifico e conta solo 260 abitanti.

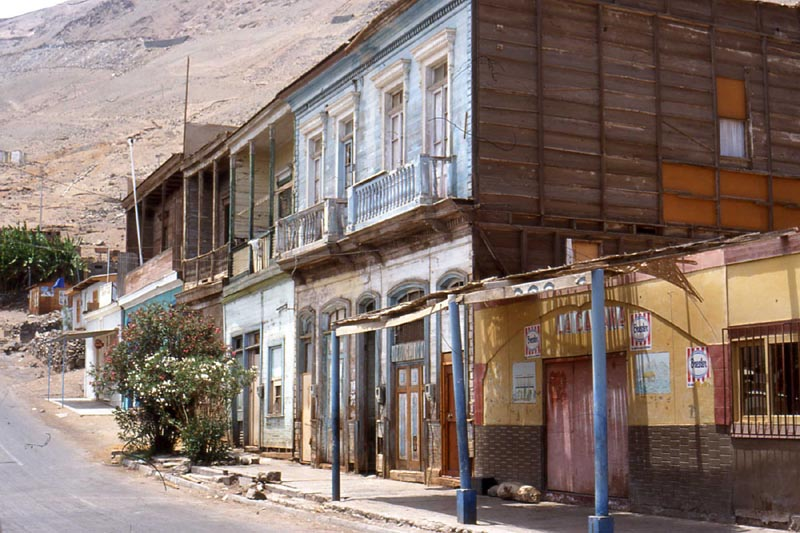
Case abbandonate in Pisagua

Pisagua era un porto importante del Pacifico del sud durante l'epoca d'oro del "salnitro". Fondato dagli spagnoli durante il secolo XVII, le onde di marea hanno forzato il suo trasferimento in una piccola pianura vicina ad una baia situata fra le penisole di Punta Pichalo e Punta Pisagua. Il 2 novembre del 1879 il porto di Pisagua è stato invaso delle truppe cilene nel cosiddetto sbarco di Pisagua. Dopo la guerra del Pacifico, Pisagua è passata dalle mani peruviane alla gestione cilena.
Durante i primi anni del XX secolo, Pisagua, allora un comune della provincia di Tarapacá, è diventata uno tra i più importanti porti dell'intero paese (dopo Valparaíso e Iquique), una sede della banca più importante e una delle città più belle del litorale del Pacifico del sud. Quando l'espansione dell'economia del salnitro subì un arresto, il porto di Pisagua ha mantenuto la sua relativa importanza a causa dell'industria della pesca. Però, verso la fine degli anni cinquanta, Pisagua è decaduta e ha perso il posto d'onore come terza città della provincia di Tarapacá (dopo Arica ed Iquique).
A causa della sua situazione geografica molto isolata (con l'oceano da un lato e un grande deserto sugli altri tre), Pisagua è stata usata spesso come porto d'esilio per prigionieri di svariate origini. Pisagua è diventata effettivamente un campo di concentramento, durante il governo di Carlos Ibáñez del Campo (per omosessuali), durante quello di Gabriel González Videla (per comunisti, anarchici e rivoluzionari) e quello di Augusto Pinochet (per militanti di sinistra).
Molti corpi sono stati trovati sotto le acque del porto e parecchie tombe sono state scoperte a Pisagua dopo la fine del regime militare di Pinochet.
A Pisagua ci sono ancora alcuni begli edifici costruiti con il pino "dell'Oregon", come la torretta dell'orologio ed il teatro comunale, che data dal periodo del salnitro. Oggi, Pisagua non è più un orgoglioso e ricco comune, ma è diventata soltanto una frazione di Huara, un comune di solo 2 600 abitanti.